# Serge Lapietra
Serge Lapietra , né le 7 février 1934 à Bessèges (Gard) et mort le 1er février 2010 à Avignon (Vaucluse), est un joueur de pétanque français. 

## Clubs
- ?-? : Boule Septémoise (Bouches-du-Rhône)
- ?-? : USP Entente bouliste Le Pontet (Vaucluse)

## Palmarès[2],[3]

### Séniors

#### Championnats du monde
Troisième
- Triplette 1988 (avec René Lucchesi et Jean-Marc Foyot) :  Équipe de France

#### Championnats de France
Champion de France
- Triplette 1988 (avec René Lucchesi et Jean-Marc Foyot) : USP Entente bouliste Le Pontet